# 권세은
권세은(1993년 1월 11일 ~ )은 대한민국의 배우이다.

## 학력
- 경희대학교 조소과

## 드라마
- 2021년 : 웹드라마 《웰컴투 하와이》- 김꿀 역
- 2021년 : 웹드라마 《인생남주》- 여의주 역
- 2022년 : KBS일일드라마 《태풍의 신부》- 허영지 역
- 2023년 : 웹드라마 《청담국제고등학교》- 이선주 역
- 2025년 : MBN 드라마 《청담국제고등학교 2》- 이선주 역

## 뮤직
- 2020년 : 8시 8분, 영화처럼
- 2021년 : FAME, 눈이 내리면